# Henrique Alvim Corrêa
Henrique Alvim Corrêa (Rio de Janeiro, 30 de janeiro de 1876 - Bruxelas, 7 de junho de 1910), foi um pintor, desenhista, gravador e ilustrador brasileiro radicado na Bélgica.

## Biografia
Corrêa foi para a Europa com 16 anos, logo após a proclamação da República do Brasil, em 1892, levado pelo monarquista Barão de Oliveira Castro, seu padrasto.
Em 1903, ele executou uma série de 132 ilustrações notáveis, 32 das quais foram inseridas no livro A Guerra dos Mundos, de H. G. Wells, a quem ele solicitou autorização pessoalmente. Após a aprovação do autor em 1905, que considera o trabalho superior ao de Warwick Goble, seu trabalho é publicado em uma edição de luxo impressa em 500 cópias em 1906 por L. Vandamme & Cie em tradução francesa por HD Davray. Todas essas ilustrações constituem o ponto forte de seu trabalho. No Brasil, geralmente se classifica sua obra como sendo Pré-Modernista.
A edição belga recebeu uma tiragem especial de 500 exemplares. Construiu uma prensa em seu ateliê de Watermael-Boitsfort. Também produziu trabalhos artísticos sobre a vida militar, principalmente sobre a Guerra Franco-Prussiana (1870-1871); outras de cunho erótico, assinadas como "Henri LeMort". Na composição de alguns destes trabalhos, Blanche, sua futura esposa, posou como modelo para ele. Na época da citada publicação do livro de Wells, Corrêa já padecia com a tuberculose.
Parte de sua obra foi perdida. Em 1914, quando da invasão da Bélgica pela Alemanha, na I Guerra Mundial, parte de seus desenhos foram roubados ou destruídos. Em 1942, durante a II Guerra Mundial, algumas de suas ilustrações perderam-se, quando o navio que as transportava para o Brasil afundou, torpedeado por um submarino alemão.
Em 1972, no Museu de Arte de São Paulo (MASP), promoveu-se a primeira exposição pública de sua obra. Outras se seguiriam, como as de 1977 e 1990, no Museu Nacional de Belas Artes, e a de 1981, na Fundação Casa de Rui Barbosa, ambas na cidade do Rio de Janeiro. Em 2004 foram expostas no Science Fiction Museum (EMP Museum), em Seattle, EUA, por ocasião da sua inauguração.. Em 2016 sua obra foi apresentada em diálogo com artistas contemporâneos em exposição na Galeria Casanova em São Paulo.
Em 1985, as gravuras de Alvim representando mulheres desnudas e\ou violentadas foram inseridas no livro Baco e Anas brasileiras, da poeta goiana Yêda Schmaltz.
Henrique Alvim Corrêa faleceu em 1910, aos 34 anos de idade e seu corpo foi transferido para Brasil, sendo sepultado na cidade do Rio de Janeiro.

### Imagens
Ilustrações de Henrique Alvim Corrêa para as edições francesa e belga de "A Guerra dos Mundos", publicadas em 1906. Mostram tripods em ação. Ao todo foram 23 ilustrações em grafite e tinta.
- Tripod da edição francesa de 1906.
- Uma máquina de guerra marciana enfrentando o navio HMS Thunder Child.
- Máquinas marcianas atacando uma vila inglesa. Edição belga, 1906.